# Ville Pörhölä
Ville Pörhölä   (Alatornio, 24 de desembre de 1897 - Oulu, 28 de novembre de 1964) fou un atleta finlandès especialista en llançament de pes, de disc i martell que va competir durant les dècades de 1920 i 1930.
El 1920 va prendre part en els Jocs Olímpics d'Anvers, on disputà tres proves del programa d'atletisme. Guanyà la medalla d'or en la prova del llançament de pes, per davant del seu compatriota Elmer Niklander. En el llançament de disc fou vuitè i en el llançament de pes de 25 kg novè. El 1924, als Jocs de París, fou setè en la prova del llançament de pes. Posteriorment abandonà temporalment la pràctica de l'atletisme i no va ser fins al 1929 quan va reaparèixer, aquesta vegada centrat en el llançament de martell. El 1932, als Jocs de Los Angeles, va guanyar la medalla de plata en la prova del llançament de martell i dos anys més tard, el 1934, la d'or en els primers Campionats d'Europa disputats a Torí. El 1936, a Berlín, va disputar els seus quarts i darrers Jocs Olímpics, on finalitzà en onzena posició en la prova de llançament de martell.
Pörhölä també va guanyar vuit títols finlandesos i un títol britànic de llançament de l'AAA. En retirar-se definitivament de l'atletisme va treballar per a una gran empresa finlandesa de fusta, de la qual n'acabà sent el director general. També va ser president de la Federació Esportiva de Lapònia entre 1946 i 1950.

## Millors marques
- Llançament de pes. 14,87 m (1925)
- Llançament de disc. 41,48 m (1920)
- Llançament de martell. 53,77 m (1931).[1][2]